# Phyllomacromia aeneothorax
Phyllomacromia aeneothorax – gatunek ważki z rodziny Macromiidae.